# Spermacoce zollingeriana
Spermacoce zollingeriana är en måreväxtart som först beskrevs av Friedrich Anton Wilhelm Miquel, och fick sitt nu gällande namn av Jacob Gijsbert Boerlage. Spermacoce zollingeriana ingår i släktet Spermacoce och familjen måreväxter.
Artens utbredningsområde är Java. Inga underarter finns listade i Catalogue of Life.